# Pidgin hawaiano
El pidgin hawaiano es una lengua criolla de Estados Unidos hablada en el estado de Hawái. Está basada principalmente en el inglés y en el hawaiano, incluyendo palabras del español, portugués y cantonés. Toma su nombre del Pidgin de Hawái que fue un pidgin, o lengua simplificada, que usaban los primeros inmigrantes que llegaron a la isla para trabajar. Fue más tarde cuando evolucionó hasta convertirse en una lengua criolla inglesa al mezclarse con el inglés que se hablaba en las plantaciones de caña de azúcar de propietarios norteamericanos.

## Aspectos históricos, sociales y culturales

### Historia de la lengua
La lengua criolla hawaiana suplantó y derivó del pidgin de Hawái que tenía elementos de idiomas provenientes de los inmigrantes chinos, japoneses, filipinos, portugueses a los cuales se habían unido a elementos nuevos incorporados de Hawái y del idioma Hawaiano autóctono predominante en la isla. A partir de 1890, fruto de los nuevos contactos entre la población inmigrante establecida ya en la isla, los Hawaianos nativos y los anglohablantes comenzó a fusionarse. Al incorporarse el inglés como idioma superestrato, los niños comenzaron a usarlo como lengua franca, y por la década de 1920 había pasado a convertirse en un lenguaje de Hawái, como lo sigue siendo hoy en día.

### Entorno social
El lenguaje se considera poco apropiado para contextos formales.
Las agencias de viajes locales favorecen a los que hablan la lengua criolla Hawaiana. De hecho, otros grupos de hablantes lo utilizan como segunda lengua y se valora como símbolo de la cultura local.

## Descripción lingüística

### Léxico
El léxico principalmente procede de la pronunciación del inglés americano informal pero también conserva algunas influencias del léxico proveniente del pidgin de Hawái, formado por el léxico de varias lenguas. Por ejemplo, la palabra Stay tiene una forma y un uso similar al verbo hawaiano noho, similar al verbo portugués "ficar" y similar al verbo español "Estar" (a diferencia con el inglés que se usa el verbo To be que puede usarse con más significados).

### Morfología
En cuanto a la morfología, es muy parecida a la de otras lenguas criollas de base inglesa:
- No existe género para las formas del singular y del plural.
- Solo se utiliza el infinitivo del verbo para todos los tiempos y  modos de la conjugación.
- Al igual que otras lenguas criollas usa el formato SVO.[8]

### Fonología
La lengua criolla hawaiana tiene claras diferencias de pronunciación con el inglés estadounidense estándar. Algunas diferencias clave son las siguientes:
- Th-parada: /θ/ y /d/ se pronuncian como [t] o [d], respectivamente, es decir, pasó de una fricativa a una oclusiva (parada). Por ejemplo, think /θiŋk/ se convierte en [tiŋk], y that /ðæt/ se convierte en [dæt].
- L-vocalización: L al final de palabra [l~ɫ] a menudo se pronuncia [o] o [ol]. Por ejemplo, mental /mɛntəl/ menudo se pronuncia [mɛntoː]; people se pronuncia [peepo].
- No tiene acento rótico: Es decir, [r] después de una vocal se omite con frecuencia, similar a muchos dialectos, como el del inglés del Este de Nueva Inglaterra, inglés australiano, y algunas variantes del inglés británico. Por ejemplo, a menudo se pronuncia car [cah], y letter se pronuncia /letta/. También se utiliza la r intrusiva. Por otro lado, el número de hablantes con acento rótico inglés también ha ido en aumento.
- Entonación en caída: Se utiliza al final de preguntas. Esta característica parece ser de hawaiano, y se comparte con otras lenguas de Oceanía, incluyendo las lenguas de las islas Fiyi y el samoano.

### Gramática

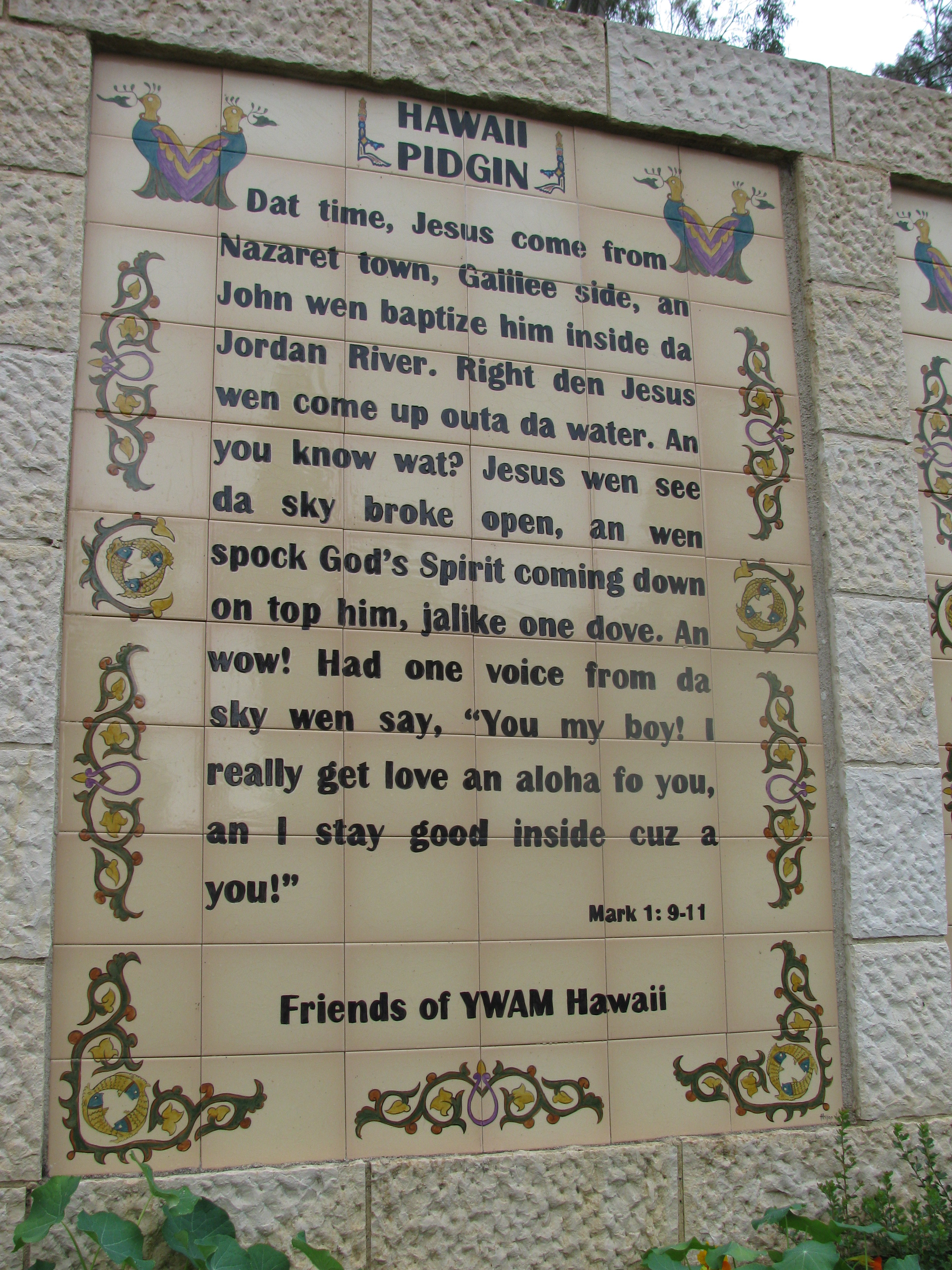
Inscripción en Pidgin Hawaiano (Evangelio de Marcos 1:9-11)

La lengua criolla hawaiana también tiene distintas formas gramaticales que no se encuentran en el inglés americano estándar, pero algunas de las cuales son compartidas con otras formas dialectales del inglés o bien pueden derivarse de otras influencias lingüísticas diferentes.
Formas para "ser/estar":
- En general, las formas del inglés to be (es decir, como  verbo copulativo) se omiten cuando se refiere a las cualidades inherentes de un objeto o persona, formando, en esencia, una forma de verbo estativo. Por lo que no existe el verbo 'estar' ya que es innecesario. Además, se puede usar en orden invertido, como se hace en el inglés, para dar énfasis. (Muchos idiomas de Asia Oriental usan verbos de estado en lugar de construcciones similares que en inglés se crean usando los verbos preposicionales o phrasal verbs).
- Cuando se refiere a un estado temporal o ubicación, se utiliza la palabra Stay.

Diferencias con algunos tiempos gramaticales provenientes del inglés, se emplea:
- Para expresar tiempo pasado: se usa wen delante del verbo.
- Para expresar tiempo futuro: se usa goin  al estilo del uso del going to en las variedades informales de inglés americano.
- Para expresar pasado de forma negativa: se usa neva al estilo del uso del didn't del inglés. (neva también puede significar "no").
- El uso de fo después utilizar la forma de verbo en infinitivo al estilo del uso del to del inglés después del verbo en infinitivo.

### Ejemplos
Da book stay on top da table. (criollo hawaiano)
El libro está encima de la mesa.
Jesus pau teach all dis kine story. (criollo hawaiano)
Jesús enseñó a todos este tipo de historias.
God goin do plenny good kine stuff fo him. ("Da Jesus Book", Mark 11:9)
Dios va a hacer muchas cosas buenas para él.
He neva like dat. (criollo hawaiano)
A él no le gusta eso.